# Campionatul Mondial al Cluburilor FIFA 2000
Campionatul Mondial al Cluburilor FIFA 2000 a fost o competiție din 2000.

## Arbitrii
| Africa - Daouda N'Doye - Ali Tomusangue Asia - Saad Mane - Serguey Ufimtsev North, Central America and Caribbean - William Mattus - Haseeb Mohammed Oceania - Derek Rugg - Lavetala Siuamoa | America de Sud - Horacio Elizondo - Oscar Ruiz - Miguel Giacomuzzi - Fernando Cresci Europa - Stefano Braschi - Dick Jol - Jens Larsen - Frederic Arnault - Vincent Texier - Jacek Pociegiel |

## Prima fază

### Grupa A
| Echipă          | Pld | W | D | L | GF | GA | GD | Pts |
| --------------- | --- | - | - | - | -- | -- | -- | --- |
| Corinthians     | 3   | 2 | 1 | 0 | 6  | 2  | +4 | 7   |
| Real Madrid     | 3   | 2 | 1 | 0 | 8  | 5  | +3 | 7   |
| Al Nassr        | 3   | 1 | 0 | 2 | 5  | 8  | −3 | 3   |
| Raja Casablanca | 3   | 0 | 0 | 3 | 5  | 9  | −4 | 0   |

| Real Madrid                          | 3 – 1     | Al Nassr               |
| ------------------------------------ | --------- | ---------------------- |
| Anelka 21' Raúl 62' Sávio 69' (pen.) | (Cronică) | Al-Husseini 45' (pen.) |

| Corinthians                  | 2 – 0     | Raja Casablanca |
| ---------------------------- | --------- | --------------- |
| Luizão 49' Fábio Luciano 64' | (Cronică) |                 |

| Real Madrid     | 2 – 2     | Corinthians      |
| --------------- | --------- | ---------------- |
| Anelka 20', 71' | (Cronică) | Edílson 29', 63' |

| Raja Casablanca                             | 3 – 4     | Al Nassr                                   |
| ------------------------------------------- | --------- | ------------------------------------------ |
| Nejjary 13' El Moubarki 81' El Karkouri 73' | (Cronică) | Amin 3' Bahja 48' Al-Husseini 50' Saïb 87' |

| Real Madrid                         | 3 – 2     | Raja Casablanca            |
| ----------------------------------- | --------- | -------------------------- |
| Hierro 48' Morientes 52' Geremi 87' | (Cronică) | Achami 25' Moustaoudia 58' |

| Al Nassr | 0 – 2     | Corinthians               |
| -------- | --------- | ------------------------- |
|          | (Cronică) | Ricardinho 24' Rincón 81' |

### Grupa B
| Echipă            | Pld | W | D | L | GF | GA | GD | Pts |
| ----------------- | --- | - | - | - | -- | -- | -- | --- |
| Vasco da Gama     | 3   | 3 | 0 | 0 | 7  | 2  | +5 | 9   |
| Necaxa            | 3   | 1 | 1 | 1 | 5  | 4  | +1 | 4   |
| Manchester United | 3   | 1 | 1 | 1 | 4  | 4  | 0  | 4   |
| South Melbourne   | 3   | 0 | 0 | 3 | 1  | 7  | −6 | 0   |

| Manchester United | 1 – 1     | Necaxa         |
| ----------------- | --------- | -------------- |
| Yorke 81'         | (Cronică) | Montecinos 14' |

| Vasco da Gama          | 2 – 0     | South Melbourne |
| ---------------------- | --------- | --------------- |
| Felipe 53' Edmundo 86' | (Cronică) |                 |

| Manchester United | 1 – 3     | Vasco da Gama                |
| ----------------- | --------- | ---------------------------- |
| Butt 80'          | (Cronică) | Romário 23', 25' Edmundo 42' |

| South Melbourne  | 1 – 3     | Necaxa                                               |
| ---------------- | --------- | ---------------------------------------------------- |
| Anastasiadis 45' | (Cronică) | Montecinos 18' (pen.) Delgado 28' Cabrera 78' (pen.) |

| Manchester United | 2 – 0     | South Melbourne |
| ----------------- | --------- | --------------- |
| Fortune 8', 20'   | (Cronică) |                 |

| Necaxa      | 1 – 2     | Vasco da Gama         |
| ----------- | --------- | --------------------- |
| Aguinaga 4' | (Cronică) | Odvan 14' Romário 68' |

## Faza a doua

### Meciul pentru locul 3
| Real Madrid | 1 – 1 (a.e.t.) | Necaxa      |
| ----------- | -------------- | ----------- |
| Raúl 15'    | (Cronică)      | Delgado 58' |

|                                                   |       | Penaltiuri                                     |  |
| Eto'o · Helguera · McManaman · Morientes · Dorado | 3 – 4 | Vázquez · Cabrera · Perez · Aguinaga · Delgado |  |

### Finală
| Vasco da Gama | 0 – 0 (d.p.) | Corinthians |
| ------------- | ------------ | ----------- |
|               | (Cronică)    |             |

|                                                      |       | Penaltiuri                                           |  |
| Romário · Alex Oliveira · Gilberto · Viola · Edmundo | 3 – 4 | Rincón · Fernando Baiano · Luizão · Edu · Marcelinho |  |

| Campionatul Mondial al Cluburilor FIFA 2000 Câștigători |
| ------------------------------------------------------- |
| Corinthians Primul titlu                                |

## Turneul round-up
| Poz | Echipă            | Țară      | Confederație |
| --- | ----------------- | --------- | ------------ |
| 1   | Corinthians       | Brazil    | CONMEBOL     |
| 2   | Vasco da Gama     | Brazil    | CONMEBOL     |
| 3   | Necaxa            | Mexico    | CONCACAF     |
| 4   | Real Madrid       | Spain     | UEFA         |
| 5   | Manchester United | England   | UEFA         |
| 6   | Al-Nasr           | KSA       | AFC          |
| 7   | Raja Casablanca   | Morocco   | CAF          |
| 8   | South Melbourne   | Australia | OFC          |

| Balonul de aur        | Balonul de argint       | Balonul de bronz        |
| --------------------- | ----------------------- | ----------------------- |
| Edílson (Corinthians) | Edmundo (Vasco da Gama) | Romário (Vasco da Gama) |

| Fair play | Al-Nasr |

## Golgheteri
| 3 goals - Nicolas Anelka (Real Madrid) - Romário (Vasco da Gama) 2 goals - Fahad Al-Husseini (Al-Nassr) - Agustin Delgado (Necaxa) - Edilson (Corinthians) - Edmundo (Vasco da Gama) - Quinton Fortune (Manchester United) - Cristian Montecinos (Necaxa) - Raúl (Real Madrid) 1 goal - Youssef Achami (Raja Casablanca) - Alex Aguinaga (Necaxa) - Fuad Amin (Al-Nassr) - John Anastasiadis (South Melbourne) | - Ahmed Bahja (Al-Nassr) - Nicky Butt (Manchester United) - Salvador Cabrera (Necaxa) - Talal El Karkouri (Raja Casablanca) - Bouchaib El Moubarki (Raja Casablanca) - Felipe (Vasco da Gama) - Geremi (Real Madrid) - Fernando Hierro (Real Madrid) - Fábio Luciano (Corinthians) - Luizão (Corinthians) - Fernando Morientes (Real Madrid) - Mustapha Moustaoudia (Raja Casablanca) - Omar Nejjary (Raja Casablanca) - Odvan (Vasco da Gama) - Ricardinho (Corinthians) - Freddy Rincón (Corinthians) - Moussa Saïb (Al-Nassr) - Sávio (Real Madrid) - Dwight Yorke (Manchester United) |